# Kupiczów
Kupiczów (ukr. Купичів) – wieś w rejonie kowelskim obwodu wołyńskiego. Liczy 854 mieszkańców. Leży na Wołyniu.
Miasto Kupiczów, położone w województwie wołyńskim było własnością władyków włodzimiersko-brzeskich w 1570 roku.
Do 2020 w rejonie turzyskim.

## Historia

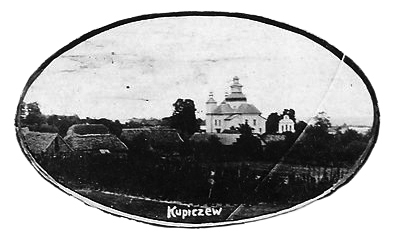
Kupiczów w 1914 r.

W latach 70. XIX wieku Kupiczów został zasiedlony osadnikami czeskimi. W II Rzeczypospolitej miejscowość była siedzibą gminy wiejskiej Kupiczów w powiecie kowelskim województwa wołyńskiego. Część miejscowości, w której mieszkali Czesi, przed 1936 rokiem wyodrębniono jako osobną jednostkę administracyjną - Kupiczów Czeski.
Podczas II wojny światowej w miejscowości mieszkało ponad 1200 Czechów, 80 rodzin żydowskich oraz Ukraińcy zasiedlający osobną ulicę. Okupant niemiecki wykorzystywał Żydów do pracy w okolicznych majątkach ziemskich. W sierpniu 1942 roku policjanci ukraińscy pod dowództwem dwóch Niemców ściągnęli od Żydów kontrybucję a następnie pognali ich w kierunku Suszybaby, gdzie w pobliżu cmentarza prawosławnego wszystkich rozstrzelano.
W czasie rzezi wołyńskiej kupiczowscy Czesi opowiedzieli się po polskiej stronie. W związku z tym Kupiczów był dwukrotnie atakowany przez UPA (12 i 22 listopada 1943). Za każdym razem samoobronie wsi ze skuteczną pomocą przychodził oddział AK Władysława Czermińskiego „Jastrzębia”. Po nawiązaniu współpracy z AK w Kupiczowie stworzono około 100-osobowy polsko-czeski oddział samoobrony podporządkowany dowództwu w Zasmykach. Czesi przyjęli u siebie pewną liczbę polskich uchodźców.
14 kwietnia 1944 Armia Czerwona zajęła wieś.
Dawny zbór czeski jest obecnie cerkwią.
Życie we wsi do 1944 roku opisał czeski pastor Jan Jelínek w książce pt. Pouštěj chléb svůj po vodě, co jest cytatem z księgi Kaznodziei Salomona: "Rozdawaj swój chleb w obfitości" (Kazn. 11;1).

## Zabytki
- Kościół św. Wacława
- Cerkiew Przemienienia Pańskiego

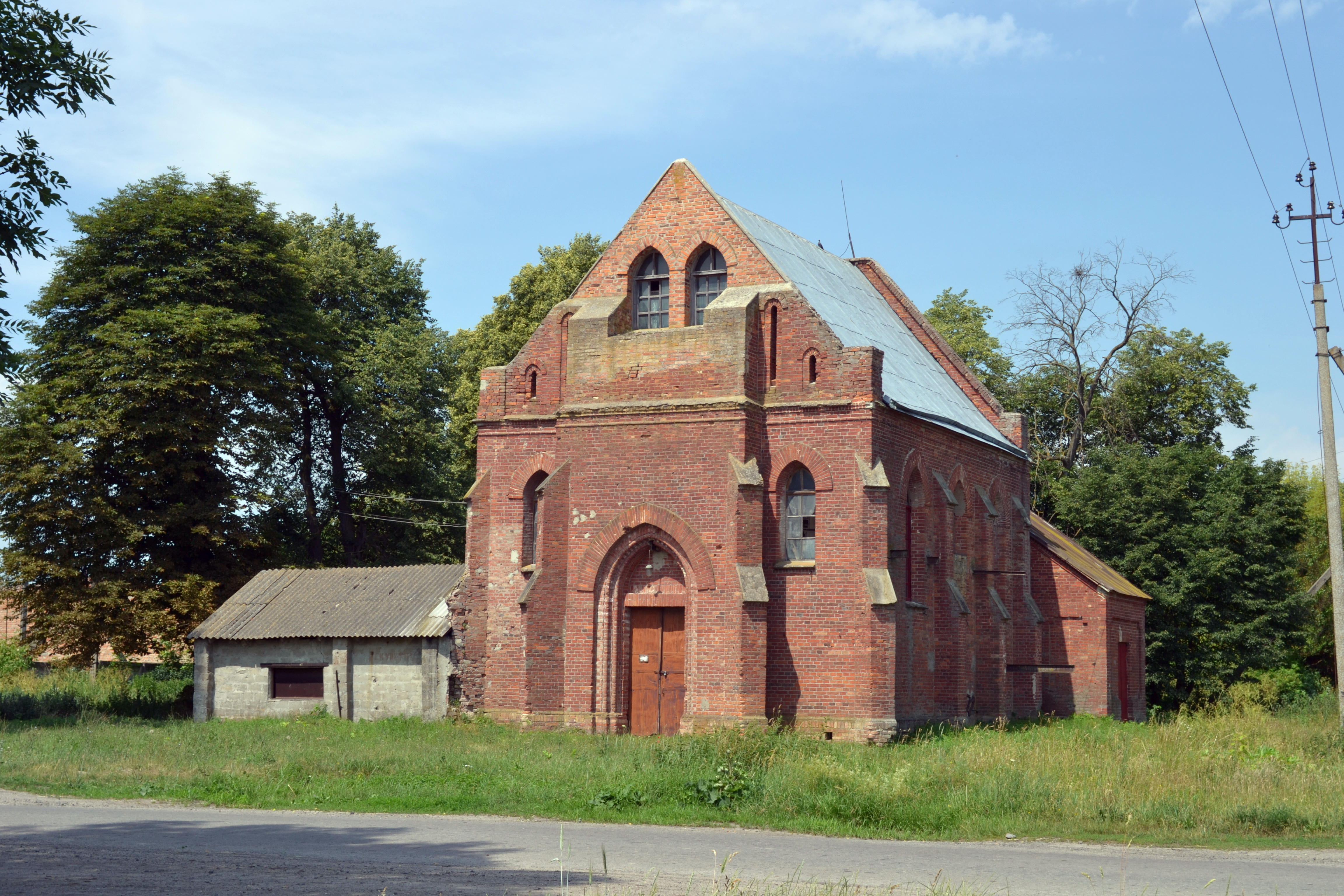
Kościół św. Wacława

- Kamieniczka Bujalskiego, współcześnie siedziba wiejskiej rady